# Forestville (condado de Door, Wisconsin)
Forestville es un pueblo ubicado en el condado de Door en el estado estadounidense de Wisconsin. En el Censo de 2010 tenía una población de 1.096 habitantes y una densidad poblacional de 11,91 personas por km².

## Geografía
Forestville se encuentra ubicado en las coordenadas 44°42′50″N 87°26′44″O / 44.71389, -87.44556. Según la Oficina del Censo de los Estados Unidos, Forestville tiene una superficie total de 92 km², de la cual 91.49 km² corresponden a tierra firme y (0.56%) 0.52 km² es agua.

## Demografía
Según el censo de 2010, había 1.096 personas residiendo en Forestville. La densidad de población era de 11,91 hab./km². De los 1.096 habitantes, Forestville estaba compuesto por el 97.99% blancos, el 0% eran afroamericanos, el 1% eran amerindios, el 0.09% eran asiáticos, el 0% eran isleños del Pacífico, el 0% eran de otras razas y el 0.91% pertenecían a dos o más razas. Del total de la población el 0.46% eran hispanos o latinos de cualquier raza.